# Terri Schiavo
Terri Schiavo (Lower Moreland, SAD, 3. prosinca 1963. – Pinnelas Park, 31. ožujka 2005.) - Amerikanka koja je bila u komi 15 godina. Njezin suprug i njeni roditelji godinama borili su se oko odluke, hoće je ostaviti na životu ili ne. Odlukom Prizivnog suda na Floridi, skinuta je s aparata i umrla. Slučaj je izazvao velik interes svjetske javnosti i mnogo polemika o pitanjima bolesnika u dugogodišnjoj komi.
Terri Schiavo doživjela je zastoj srca i ostala dugo vremena bez kisika 1990. godine. Pala je u komu u kojoj je bila do kraja života. Njezin muž Michael Schiavo zalagao se, da joj se prekine dovod hrane i završi koma. Njeni roditelji Robert i Mary Schindler bili su protiv toga. Borba između njih trajala je godinama. U raspravu uključile su se političke stranke, predsjednik George W. Bush, Kongres, pravnici, nevladine udruge uz veliki prostor u medijima. Prizivni sud na Floridi donio je odluku u korist supruga i 18. ožujka 2005. godine odredio, da joj se zaustavi davanje hrane i vode kroz sondu. Ostavši bez hrane i vode, umrla je 31. ožujka 2005. godine. 
U vezi njenog slučaja i nakon njene smrti, nastala je velika polemika između onih koji se zalažu za prestanak hranjenja osoba u dugogodišnjoj komi i onih koji se tome protive.
Prof. Francesco D'Agostino, predsjednik Nacionalnog komiteta za bioetiku u Italiji izjavio je o slučaju Terri Schiavo: "Može se razmišljati o prestanku davanja hrane jedino kada osoba u trajnom vegetativnom stanju ne može više primati supstancije koje joj dolaze kroz cijevi pa treba posredovati manevriranjem invazivnih tehnologija, čime se ulazi u područje prekomjerna liječenja pa se valja pitati ima li smisla ići dalje.” 
Papa Ivan Pavao II. o pacijentima u vegetativnom stanju dao je izjavu 2004. godine: "Poslužiti vodom ili hranom pa i umjetnim putevima ako je potrebno, nije čin liječenja nego je izravno prirodno sredstvo, da se sačuva život. Stoga će se upotreba takvog sredstva smatrati redovitim i razmjernim i zato moralno obvezatnim u mjeri u kojoj i do kada pokazuje, da postiže svoju svrhu, koja se u takvoj situaciji sastoji u tome da bolesniku pruža hranu i ublažava bol."